# La lettera anonima

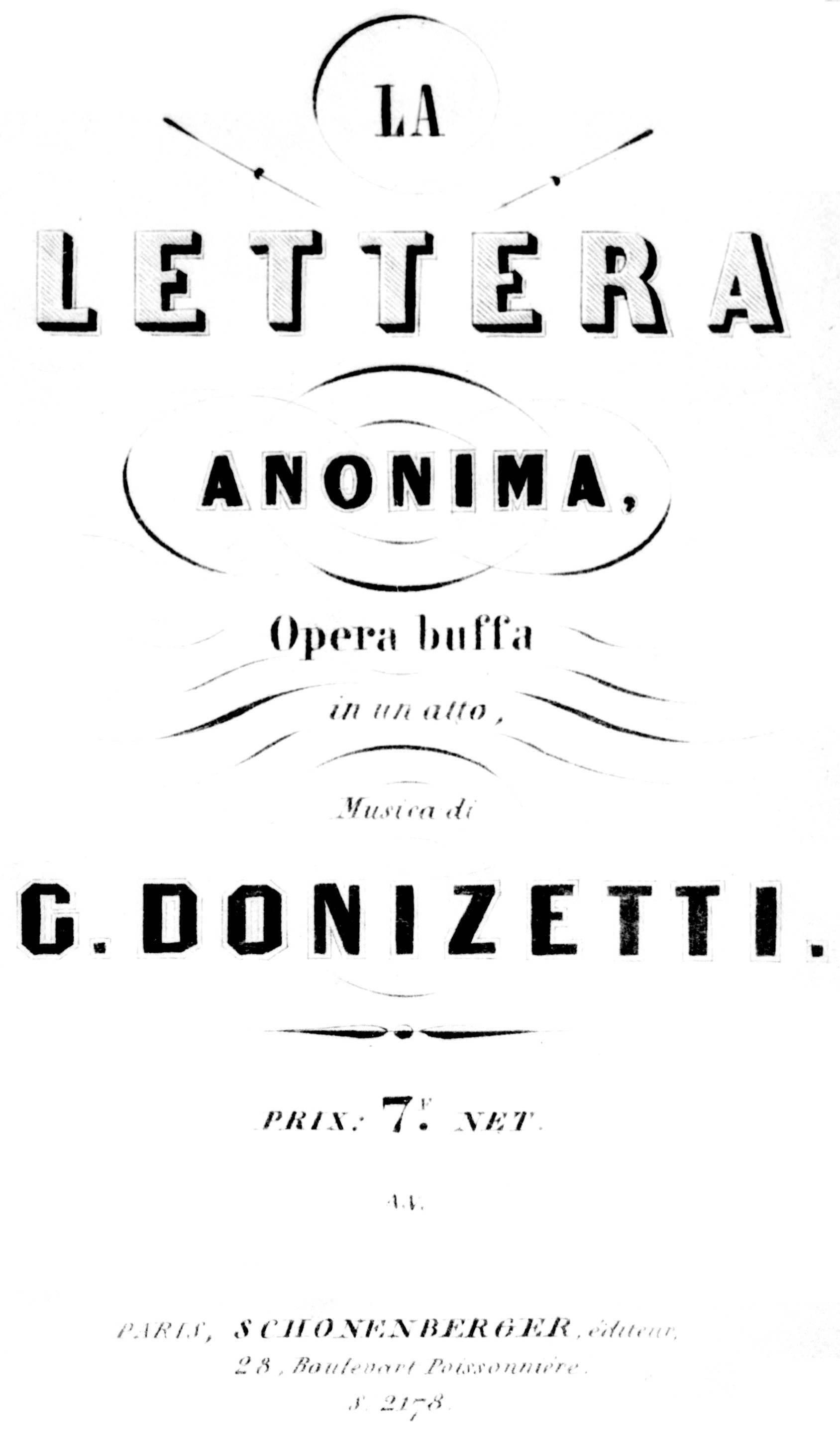
Affiche

La lettera anonima (La Lettre anonyme) est un opéra-bouffe (farsa) en un acte, musique de Gaetano Donizetti, livret de Giulio Genoino, représenté pour la première fois au Teatro del Fondo de Naples le 29 juin 1822.

## Histoire
Donizetti arrive à Naples dans la seconde quinzaine de février 1822 muni d'un contrat avec l'impresario Domenico Barbaja. La première de son premier opéra napolitain La zingara  eut lieu au Teatro Nuovo (le moins important des trois théâtres de la capitale des Deux-Siciles). Six semaines après il donnait un nouvel ouvrage au Teatro del Fondo, une farsa en un acte sur un livret du moine défroqué Giulio Genoino, qui était alors l'un des trois censeurs royaux de Naples. Ce dernier avait adapté pour la scène lyrique une comédie qu'il avait écrite d'après celle de Pierre Corneille, Mélite, ou les fausses lettres (1629).
La première de l'opéra eut lieu le 29 juin. Donizetti écrivit à son professeur Simon Mayr que bien qu'« à demi ruiné par une chanteuse novice, il n'a[vait] pas eu la pire des réceptions ». Malgré les difficultés de distribution, La lettera anonima fut bien accueillie et tint l'affiche pendant vingt représentations consécutives.

## Distribution
| Rôle | Type de voix  | Distribution lors de la première le 29 juin 1822 |
| --- | ------------- | ------------------------------------------------ |
| La contessina Rosina, destinata sposa di Filinto La comtesse Rosine, promise comme épouse à Philinte                     | soprano       | Giuseppina Fabré                                 |
| Filinto, capitano di marina Philinte, capitaine de marine                                                                | ténor         | Giovanni Battista Rubini                         |
| Melita, vedova e segreta amante dello stesso Mélite, veuve secrètement éprise de Philinte                                | mezzo-soprano | Teresa Cecconi                                   |
| Il conte don Macario, zio di Rosina Le comte don Macario, oncle de Rosine                                                | basse buffo   | de Franchi                                       |
| Lauretta, cameriera della contessina Laurette, femme de chambre de la comtesse                                           | soprano       | Raffaela de Bernardis                            |
| Giliberto, maestro di casa del conte Gilbert, maître d'hôtel du comte                                                    | basse         | Giovanni Pace                                    |
| Mr Flageolet, maestro di ballo M. Flageolet, maître à danser                                                             | basse buffo   | Calvarola                                        |
| Coro di servi, camerieri, ecc. ecc. Un suonatore di violino che non parla. Domestiques. Un joueur de violon (rôle muet). |               |                                                  |

## Analyse
« Donizetti se coule ici avec aisance dans le moule de l’opera buffa napolitain. L'influence de Rossini se fait nettement sentir, aussi bien dans le profil vocal des personnages – un ténor d'agilité, un contraltino, une basse bouffe – que dans l'écriture avec, en particulier, une scène finale qui rappelle La Cenerentola. » -Philippe Thanh.

## Discographie
| Année | Distribution (Rosina, Filinto, Melitta, Don Macario, Lauretta)                      | Chef d'orchestre, Orchestre et chœur                         | Label                                                             |
| ----- | ----------------------------------------------------------------------------------- | ------------------------------------------------------------ | ----------------------------------------------------------------- |
| 1972  | Benedetta Pecchioli, Pietro Bottazzo, Rosa Laghezza, Rolando Panerai, Carla Virgili | Franco Caracciolo, Orchestre symphonique de la RAI de Naples | CD Audio : On Stage 4702 Référence : UORC 146 Enregistrement live |

### Sources
- (en) William Ashbrook, Donizetti and his operas, Cambridge University Press, 1982  (ISBN 0-521-27663-2)
- (fr) Piotr Kaminski, Mille et un opéras, Paris, Fayard, coll. Les Indispensables de la musique, 2003  (ISBN 978-2-213-60017-8)
- (it) B.Z., « La Lettera Anonima di Gaetano Donizetti (1797-1848) », sur delteatro.it (consulté le 20 septembre 2008)
- (it) « La Lettera Anonima », sur www.italianopera.org (consulté le 20 septembre 2008)